# Placówka Straży Granicznej I linii „Bogdaj”

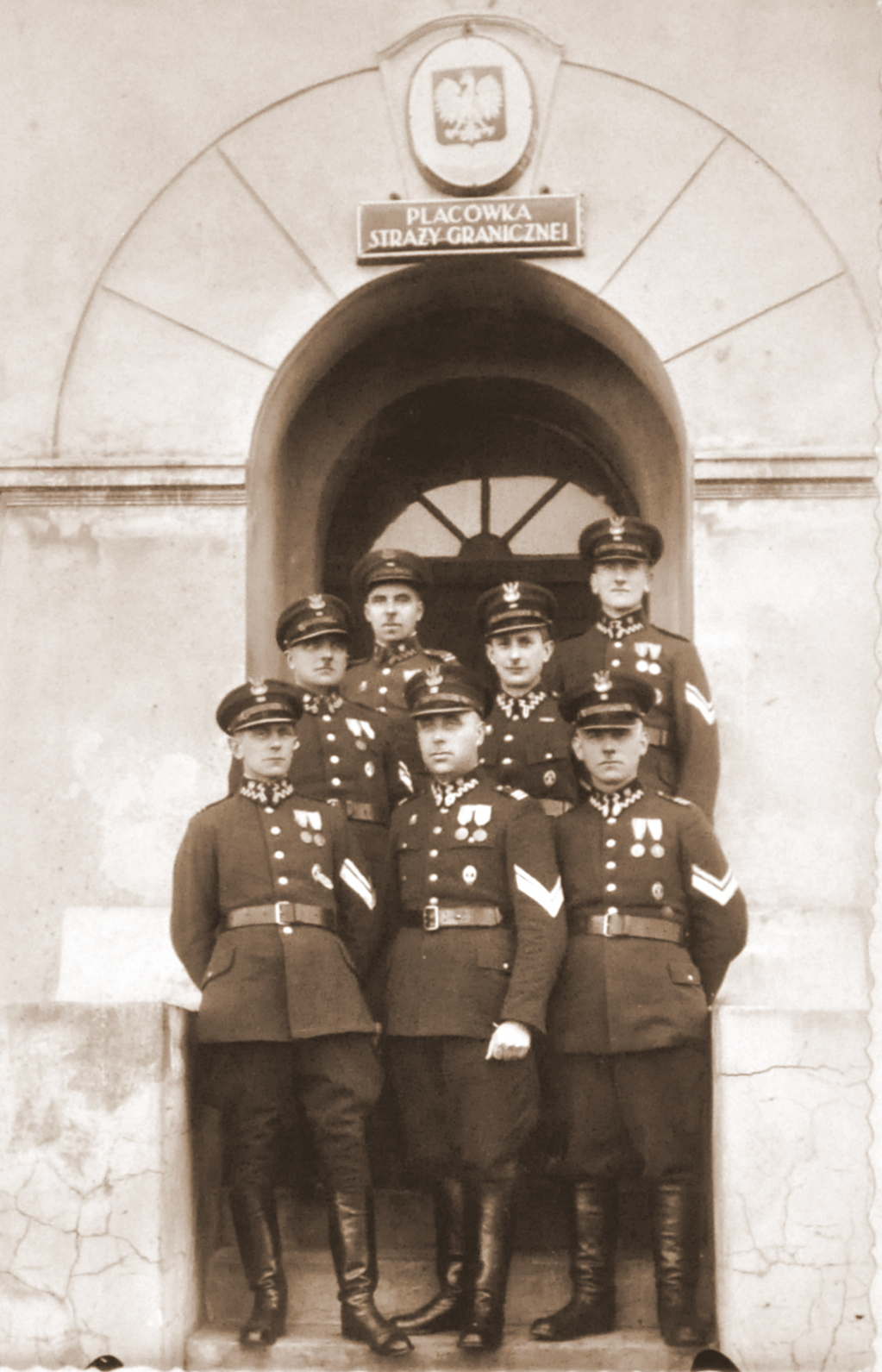
Obsada placówki SG „Bogdaj” w 1933

Placówka Straży Granicznej I linii „Bogdaj” – jednostka organizacyjna Straży Granicznej pełniąca służbę ochronną na granicy polsko-niemieckiej w okresie międzywojennym.

## Geneza
Na wniosek Ministerstwa Skarbu, uchwałą z 10 marca 1920 roku, powołano do życia Straż Celną. Od połowy 1921 roku jednostki Straży Celnej rozpoczęły przejmowanie odcinków granicy od pododdziałów Batalionów Celnych. Proces tworzenia Straży Celnej trwał do końca 1922 roku. Placówka Straży Celnej „Bogdaj” weszła w podporządkowanie komisariatu Straży Celnej „Odolanów” z Inspektoratu SC „Ostrów”.

## Formowanie i zmiany organizacyjne
W drugiej połowie 1927 roku przystąpiono do gruntownej reorganizacji Straży Celnej. W praktyce skutkowało to rozwiązaniem tej formacji granicznej.
Rozporządzeniem Prezydenta Rzeczypospolitej Polskiej Ignacego Mościckiego z 22 marca 1928 roku, do ochrony północnej, zachodniej i południowej granicy państwa, a w szczególności do ich ochrony celnej, powoływano z dniem 2 kwietnia 1928 roku  Straż Graniczną.
Rozkazem nr 3 z 25 kwietnia 1928 roku w sprawie organizacji Wielkopolskiego Inspektoratu Okręgowego dowódca Straży Granicznej gen. bryg. Stefan Pasławski przydzielił placówkę Straży Granicznej I linii „Żabnik” do komisariatu Straży Granicznej „Odolanów”.
Już 15 września 1928 dowódca Straży Granicznej rozkazem nr 7  w sprawie zmian dyslokacji Wielkopolskiego Inspektoratu Okręgowego podpisanym w zastępstwie przez mjr. Wacława Szpilczyńskiego zmieniał podporządkowanie placówki i przydzielił ją do komisariatu Straży Granicznej „Sośnie”. 
Rozkazem komendanta Straży Granicznej z 10 lipca 1929  w sprawach organizacyjnych w ramach komisariatu przeniesiono placówkę Straży Granicznej „Żabnik” do Bogdaja.

## Służba graniczna
Sąsiednie placówki:
- placówka Straży Granicznej I linii „Uciechów” ⇔ placówka Straży Granicznej I linii „Konradów” − 1928
- placówka Straży Granicznej I linii „Uciechów” ⇔ placówka Straży Granicznej I linii „Starza” − styczeń 1930[10]